# Salix phanera
Salix phanera är en videväxtart som beskrevs av Camillo Karl Schneider. Salix phanera ingår i släktet viden, och familjen videväxter. Utöver nominatformen finns också underarten S. p. weixiensis.